# Goma-2
La Goma-2 és un explosiu del tipus dinamita de fabricació espanyola per a ús industrial (sobretot en mineria) per la Unió Espanyola d'Explosius, SA (actualment Maxam). Es comercialitza a mínim en dues variants, la Goma-2 EC i la Goma-2 ECO.